# 夏草冬濤
『夏草冬濤』（なつぐさふゆなみ）は、井上靖の長編小説。産経新聞に1964年9月27日から1965年9月13日まで連載され、その後、新潮文庫などで出版された。

## あらすじ
伊豆湯ケ島の小学校を卒業した洪作は、三島の伯母の家に下宿して沼津の中学に通うことになった。洪作は幼少期から軍医である父や家族と離れて育ち、どこかのんびりしたところのある自然児だった。やがて洪作は、不良じみた文学グループと交わるようになり、彼らの知恵や才気、放埒な行動に惹かれていく。

## 概要
井上の小説の中でのジャンルとしては、自伝的なものに属する。井上沼津中学校3 - 4年の頃がモデルとなっており、『しろばんば』（小学生時代）の次、『北の海』（高校受験浪人）の前である。『しろばんば』で登場する、三島の伯母、祖父文太、かみきの家の蘭子、れい子、母七重（会話のみ）が、再び登場する。
『あすなろ物語』との関係は、2節の「寒月がかかれば」と時期的に一致し、寺の娘雪枝（実名：幸子、夏草冬濤では郁子）が登場するなど共通点がある。
『しろばんば』では、小学校卒業までが記されているが、井上は、一浪後、名門浜松中学校に首席で入学する。その後、父の転勤に伴い、沼津中学校に転校し、三島の伯母（父の姉）の家から通う事になる。『夏草冬濤』は、その3年の夏からスタートするが、当初、秀才型だった洪作（井上）が、詩や文学を好む一見不良ぽい上級生に魅かれて行き、徐々に成績が落ちて行く過程が描かれている。

小説中に登場する沼津市下河原の日蓮宗妙覚寺（『夏草冬濤』では妙高寺）には石碑があり、井上の歌で、
思うどち 遊び惚けぬ そのかみの 香貫 我入道 港町 夏は夏草 冬は冬濤
がある。題名はそこから採ってきたものと思われる。
また、藤尾（実名：藤井）の詩、「カチリ」「石英の音」「秋」も記されているが、井上は後に、この詩を見せられた時に衝撃を受け、文学を志すきっかけとなった、と語っている。
以下、小説中の人物と実名の対応関係を記す。
- 藤尾 - 実名：藤井
- 木部 - 実名：岐部
- 金枝 - 実名：金井
- 郁子 - 実名：幸子